# Lista de episódios de Fullmetal Alchemist

Esta é um lista de episódios do anime Fullmetal Alchemist.

## 1ª Temporada
| # | Título                                                                 | Estreia      |
| 1ª Temporada | 1ª Temporada                                                           | 1ª Temporada |
| --- | ---------------------------------------------------------------------- | ------------ |
| 1 | "Aqueles que desafiam o sol" "太陽に挑む者"                            | ASA          |
| Em busca da pedra filosofal, Ed e Al chegam à cidade de Lior, que é controlada pelo padre Cornello, o fundador do letoísmo, que engana as pessoas da cidade com falsos milagres que na verdade são alquimia ampliada pela pedra filosofal. |                                                                        |              |
| 2 | "Corpos condenados" "禁忌の身体"                                       | ASA          |
| Após terem revelado a farsa de Cornello para Rose, uma das seguidoras mais fiéis do letoísmo, Ed e Al revelam a verdade para todo o povo de Lior, mas descobrem que a pedra filosofal era falsa. Ao fim do episódio, o reverendo é morto por Gluttony. |                                                                        |              |
| 3 | "Mãe..." "おかあさん…"                                                 | ASA          |
| O episódio mostra o passado dos irmãos Elric. Edward e Alphonse Elric foram abandonados muito cedo por seu pai, Hohenheim, e cresceram na vila de Rizempool, sendo criados por sua mãe, Trisha Elric, que se impressiona com o talento de seus filhos na alquimia. Quando Trisha morre, os irmãos são criados pela vizinha, Pinako Rockbell, e crescem com a neta de Pinako, Winry. Os irmãos Elric arrumam uma professora de alquimia, Izumi Curtis, com o objetivo de ressuscitar Trisha, porém a alquimia dá errado e Edward perde sua perna esquerda e Alphonse seu corpo inteiro, para selar a alma de seu irmão em uma armadura, Edward sacrifica seu braço direito. Ed recebe próteses high-tech automail no lugar de seu braço e sua perna e decide entrar no exército para descobrir um modo de recuperar o corpo de Al depois do Tenente-Coronel Roy Mustang convidá-los. No fim do episódio eles queimam sua antiga casa e partem em uma jornada. |                                                                        |              |
| 4 | "Transmutação do Amor" "愛の錬成"                                      | ASA          |
| Enquanto esperam o trem para a capital, Ed e Al ajudam a capturar um ladrão e descobrem que um velho amigo de seu pai, o alquimista Majihal, mora naquela cidade, eles também descobrem que a cidade está supostamente sendo assombrada por zumbis, porém a verdade é descoberta pelos irmãos Elric, Majihal está anexando almas de garotas da cidade em bonecas parecidas com seu falecido amor, Karin. |                                                                        |              |
| 5 | "O garoto do braço de aço" "疾走! 機械鎧"                              | ASA          |
| 6 | "Teste de qualificação para Alquimista Federal" "国家錬金術師資格試験" | ASA          |
| 7 | "O lamento da quimera" "合成獣が哭く夜"                                | ASA          |
| 8 | "A Pedra Filosofal" "賢者の石"                                         | ASA          |
| 9 | "Relógio de Prata: O símbolo do cão do exército" "軍の狗の銀時計"      | ASA          |
| 10 | "Siren, a ladra" "怪盗サイレーン"                                      | ASA          |
| 11 | "A Água Vermelha - parte 1" "砂礫の大地・前編"                         | ASA          |
| 12 | "A Água Vermelha - parte 2" "砂礫の大地・後編"                         | ASA          |
| 13 | "Aço contra chamas" "焔VS鋼"                                           | ASA          |

## 2ª Temporada
| #             | Título                                           | Estreia      |
| 2ª Temporada  | 2ª Temporada                                     | 2ª Temporada |
| ------------- | ------------------------------------------------ | ------------ |
| 14            | "A mão direita da destruição " "焔ＶＳ鋼"        | ASA          |
| 15            | "O Massacre de Ishabal" "イシュヴァール虐殺"     | ASA          |
| 16            | "Aquilo Que Foi Perdido " "失われたもの"         | ASA          |
| 17            | "A Casa Onde A Família Espera " "家族の待つ家"   | ASA          |
| 18            | "As Anotações De Marcoh" "マルコー·ノート"       | ASA          |
| 19            | "Nas Profundezas Da Verdade " "真実の奥の奥"     | ASA          |
| (Semi-Filler) |                                                  |              |
| 20            | "A Alma do Guardião" "合成獣(キメラ)が哭く夜"    | ASA          |
| (Semi-Filler) |                                                  |              |
| 21            | "O Brilho Vermelho" "賢者の石"                   | ASA          |
| (Semi-Filler) |                                                  |              |
| 22            | "Seres Humanos Criados" "軍の狗＜いぬ＞の銀時計" | ASA          |
| 23            | "Coração de Aço" "怪盗サイレーン"                | ASA          |
| (Filler)      |                                                  |              |
| 24            | "Lembranças Fixadas" "砂礫の大地•前編"           | ASA          |
| (Filler)      |                                                  |              |
| 25            | "Cerimônia de Despedida" "砂礫の大地•後編"       | ASA          |
| (Filler)      |                                                  |              |

## 3ª Temporada
| #            | Título | Estreia      |
| 3ª Temporada | 3ª Temporada | 3ª Temporada |
| ------------ | --- | ------------ |
| 26           | "O Motivo da Garota" "彼女の理由"                                                                                               | ASA          |
| 27           | "Professora" "センセイ" | ASA          |
| 28           | "Tudo é um, e um é tudo" "一は全、全は一"                                                                                       | ASA          |
| 29           | "A criança pura" "汚れなき子ども"                                                                                               | ASA          |
| (Filler)     | |              |
| 30           | "Ataque ao Quartel-General do Sul" "南方司令部襲撃"                                                                             | ASA          |
| (Filler)     | |              |
| 31           | "O Pecado" "罪" | ASA          |
| 32           | "Dante da Floresta Profunda" "深い森のダンテ"                                                                                   | ASA          |
| (Filler)     | |              |
| 33           | "Al Capturado" "囚われたアル"                                                                                                   | ASA          |
| (Filler)     | |              |
| 34           | "A Teoria da Cobiça" "強欲の理論"                                                                                               | ASA          |
| (Filler)     | |              |
| 35           | "O Reencontro dos tolos" "愚者の再会"                                                                                           | ASA          |
| (Filler)     | |              |
| 36           | "O Pecador Dentro de nós" "我が内なる科人＜トガビト＞"                                                                          | ASA          |
| (Filler)     | |              |
| 37           | "O Alquimista das Chamas, o Tenente Lutador e o Mistério do Décimo Terceiro Armazém" "焔の錬金術師 戦う少尉さん 第十三倉庫の怪" | ASA          |
| (Filler)     | |              |
| 38           | "Com a correnteza do rio" "川の流れに"                                                                                          | (Filler)     |
| 39           | "A Guerra Civil do Leste" "東方内戦"                                                                                            | ASA          |
| (Filler)     | |              |
| 40           | "A Cicatriz" "傷痕" | ASA          |
| (Filler)     | |              |
| 41           | "A Mãe Santa" "聖母" | ASA          |
| (Filler)     | |              |

## 4ª Temporada
| #            | Título                                         | Estreia      |
| 4ª Temporada | 4ª Temporada                                   | 4ª Temporada |
| ------------ | ---------------------------------------------- | ------------ |
| 42           | "Seu Nome é Desconhecido" "彼の名を知らず"     | ASA          |
| (Filler)     |                                                |              |
| 43           | "A fuga do cão vira-lata" "野良犬は逃げ出した" | ASA          |
| (Filler)     |                                                |              |
| 44           | "Hohenheim da Luz" "光のホーエンハイム"        | ASA          |
| (Filler)     |                                                |              |
| 45           | "A corrupção da alma" "心を劣化させるもの"     | ASA          |
| (Filler)     |                                                |              |
| 46           | "A Transmutação Humana" "人体錬成"             | ASA          |
| (Filler)     |                                                |              |
| 47           | "Selando os Homúnculos" "ホムンクルス封印"     | ASA          |
| (Filler)     |                                                |              |
| 48           | "Adeus" "さようなら"                           | ASA          |
| (Filler)     |                                                |              |
| 49           | "O Outro Lado da Porta" "扉の向こうへ"         | ASA          |
| (Filler)     |                                                |              |
| 50           | "Morte" "死"                                   | ASA          |
| (Filler)     |                                                |              |
| 51           | "Leis e Promessas" "ミュンヘン1921"            | ASA          |
| (Filler)     |                                                |              |